# Акжан (озеро)
Акжан (каз. Ақжан) — озеро в Тимирязевском районе Северо-Казахстанской области Казахстана. Находится в 23 км к юго-западу от села Дмитриевка. На западе села Акжан.
По данным топографической съёмки 1940-х годов, площадь поверхности озера составляет 1,31 км². Наибольшая длина озера — 1,9 км, наибольшая ширина — 0,9 км. Длина береговой линии составляет 4,5 км, развитие береговой линии — 1,09. Озеро расположено на высоте 164,1 м над уровнем моря.
По данным обследования 1957 года, площадь поверхности озера составляет 1,9 км². Максимальная глубина — 1,15 м, объём водной массы — 1 млн. м³, общая площадь водосбора — 11,6 км².